# I Ain't Gonna Stand for It
I Ain't Gonna Stand for It est une chanson de l'auteur-compositeur-interprète Stevie Wonder enregistrée en 1980 pour son album Hotter Than July. Sortie en octobre 1980 en tant que second single de l'album, il atteint la 4e place du Billboard R&B et entre dans le top 10 au Royaume-Uni.

## Version de Stevie Wonder
Singles de Stevie Wonder
Master Blaster (Jammin')
(1980) Lately
(1981)
Enregistrée au Wonderland Studios à Los Angeles, le single sort chez Tamla (référence T 54320F) en tant que second titre extrait de son album Hotter than July, en octobre 1980.
La face B, Knocks Me Off My Feet, est issue de son album Songs in the Key of Life sorti en 1976.

### Personnel
- Stevie Wonder – voix, piano, clavinet, cabasa, batterie, chœurs
- Nathan Watts – guitare basse
- Benjamin Bridges – guitare acoustique et électrique
- Isaiah Sanders – Fender Rhodes
- Hank DeVito (en) – Steel guitar (en)
- Charlie et Ronnie Wilson (membres de The Gap Band) –  chœurs

### Classement

#### Classement hebdomadaire
| Classement (1980-1981)                    | Meilleure position |
| ----------------------------------------- | ------------------ |
| États-Unis (Billboard Hot 100)            | 11                 |
| États-Unis (Billboard Hot R&B/Hip-Hop)    | 4                  |
| États-Unis (Billboard Adult Contemporary) | 20                 |
| États-Unis (Cash Box Top 100)             | 13                 |
| Allemagne                                 | 50                 |
| Pays-Bas (Dutch Top 40)                   | 31                 |
| Pays-Bas (Single Top 100)                 | 29                 |
| Canada (RPM Top Singles)                  | 9                  |
| Australie (Kent Music Report)             | 61                 |
| Irlande (Irish Singles Chart)             | 6                  |
| Nouvelle-Zélande (Recorded Music NZ)      | 2                  |
| Royaume-Uni (UK Singles Charts)           | 10                 |

#### Classement annuel
| Classement annuel (1977)        | Position |
| ------------------------------- | -------- |
| Canada (RPM year-end)           | 72       |
| États-Unis (Billboard Year-end) | 73       |
| États-Unis (Cash Box Year-end)  | 86       |

## Version d'Eric Clapton
Singles de Eric Clapton
Help the Poor
(2000) Every Little Thing (en)
(2013)
En 2001, Eric Clapton enregistre une version pour son album Reptile. Le 3 avril, elle sort en single, accompagnée des titres Losing Hand et Johnny Guitar, co-produit avec Simon Climie. 

### Formats
Le single sort chez Reprise en CD single ainsi qu'en maxi CD single comprenant quatre versions de la chanson.
| CD Single (9362 44987-2) 1. I Ain't Gonna Stand For It (Album Version) - 4:50 2. Losing Hand - 4:16 3. Johnny Guitar - 6:58 | Maxi CD Single (PRO 2484) 1. I Ain't Gonna Stand For It (Radio Edit) - 4:00 2. I Ain't Gonna Stand For It (Beatchuggers Payback Mix Radio Edit) - 3:43 3. I Ain't Gonna Stand For It (Album Version) - 4:50 4. I Ain't Gonna Stand For It (Beatchuggers Payback Mix) - 6:57 |

### Personnel
Eric Clapton, au chant et à la guitare électrique, est accompagné de :
- The Impressions (Fred Cash, Ralph Johnson, Sam Gooden, Vandy Hampton, Willie Kitchens Jr) : choeurs
- Nathan East : basse
- Steve Gadd : batterie
- Joe Sample : piano électrique
- Andy Fairweather-Low, Doyle Bramhall II : guitare
- Tim Carmon (en) : orgue Hammond
- Paulinho Da Costa : Percussion
- Billy Preston : Piano

### Clip vidéo
Le clip vidéo accompagnant la sortie du single est tourné le 14 février 2001 durant le Reptile World Tour (en). Il débute par un extrait de la session de photos encadrant l'enregistrement de la chanson. Quelques séquences montrent des souvenirs d'enfance des membres du groupe. On y entend des extraits de conversation entre Clapton et son groupe, des rires et des parties de babyfoot.

### Classement

#### Classement hebdomadaire
| Classement (2001)              | Position |
| ------------------------------ | -------- |
| Royaume-Uni (UK Singles Chart) | 99       |
| Suisse (Hitparade)             | 63       |
| Pologne                        | 6        |
| Japon                          | 3        |

#### Classement annuel
| Classement annuel (2001)         | Position |
| -------------------------------- | -------- |
| Japon (Kiss FM (en) Top 50 2001) | 12       |
| Japon (ZIP FM (ja) Hot 100 2001) | 59       |

### Accueil
William Ruhlmann (AllMusic) écrit que "interpréter la chanson de Wonder signifie entrer en compétition vocalement avec lui, et en tant que chanteur, Clapton n'est pas à la hauteur. Il est accompagné du groupe The Impressions qui tente de combler ses faiblesses vocales mais Clapton n'en reste pas moins un modeste chanteur. Cela étant, quand sa guitare électrique retentit, tout lui est pardonné".

## Autres reprises
Informations issues de Second Hand Songs, sauf mentions contraires.
- John Holt sur Just the Two of Us (1982)
- Shannon McNally (en) sur Black Irish (2017)